# Nawazuddin Siddiqui
Nawazuddin Siddiqui (Budhana, 19 de maio de 1974) é um ator indiano conhecido por seus trabalhos em Bollywood. Ganhou reconhecimento internacional por seu papel em Black Friday de Anurag Kashyap, The Gangs of Wasseypur (2012), e Raman Raghav 2.0 (2016). Ele é o único ator no mundo a ter 8 filmes oficialmente selecionados e exibidos no Festival de Cannes.
Ele estrelou duas séries nomeadas para o Emmy, Sacred Games (2019) e a britânica McMafia.

## Vida pessoal
Nawazuddin Siddiqui foi casado com Anjana Kishor Pandey; eles têm uma filha, Shora, e um filho, Yaani, que nasceu no 41º aniversário do ator. Em 19 de maio de 2020, Aaliya revelou em uma entrevista ao The Indian Express que ela estava se divorsiando de Siddiqui.

## Filmografia
| Ano  | Título                          | Papel                             | Nota(s)                                                                           |
| ---- | ------------------------------- | --------------------------------- | --------------------------------------------------------------------------------- |
| 1999 | Sarfarosh                       | Terrorista / Informante           |                                                                                   |
| 1999 | Shool                           | Waiter                            |                                                                                   |
| 2000 | Jungle                          | Khabri (mensageiro)               |                                                                                   |
| 2000 | Dr. Babasaheb Ambedkar          | Líder                             |                                                                                   |
| 2003 | The Bypass                      | Marginal                          |                                                                                   |
| 2003 | Mudda – The Issue               |                                   |                                                                                   |
| 2003 | Munna Bhai M.B.B.S.             | Batedor de carteira               |                                                                                   |
| 2006 | Family                          | Nawaz                             |                                                                                   |
| 2007 | Aaja Nachle                     |                                   |                                                                                   |
| 2007 | Ek Chalis Ki Last Local         | irmão de Ponnappa                 |                                                                                   |
| 2007 | Manorama Six Feet Under         | Local goon                        |                                                                                   |
| 2007 | Black Friday                    | Asgar Mukadam                     |                                                                                   |
| 2008 | Black & White                   | Tahir Tayyabuddin                 |                                                                                   |
| 2009 | Firaaq                          | Hanif                             |                                                                                   |
| 2009 | New York                        | Zilgai                            |                                                                                   |
| 2009 | Dev.D                           | Cantor no casamento               | Participação especial na música "Emotional"                                       |
| 2010 | Peepli Live                     | Rakesh Kapoor                     |                                                                                   |
| 2011 | Dekh Indian Circus              | Jethu                             |                                                                                   |
| 2012 | Kahaani                         | Oficial IB A. Khan                |                                                                                   |
| 2012 | Patang                          | Chakkku                           |                                                                                   |
| 2012 | Paan Singh Tomar                | Gopi                              |                                                                                   |
| 2012 | Gangs of Wasseypur – Part 1     | Faizal Khan                       | Lions Favorite Actor                                                              |
| 2012 | Gangs of Wasseypur – Part 2     | Faizal Khan                       | Lions Favorite Actor                                                              |
| 2012 | Chittagong                      | Nirmal Sen                        |                                                                                   |
| 2012 | Talaash: The Answer Lies Within | Taimur                            | Asian Film Award de Melhor Ator Coadjuvante                                       |
| 2012 | Miss Lovely                     | Sonu Duggal                       |                                                                                   |
| 2013 | Aatma - Feel It Around You      | Abhay                             | [ 7 ] [ 8 ]                                                                       |
| 2013 | Bombay Talkies                  | Purandar                          |                                                                                   |
| 2013 | Shorts                          | Unnamed                           | [ 9 ]                                                                             |
| 2013 | Liar's Dice                     | Nawazuddin                        |                                                                                   |
| 2013 | Monsoon Shootout                | Shiva                             |                                                                                   |
| 2013 | The Lunchbox                    | Shaikh                            | Prêmio Filmfare de Melhor Ator Coadjuvante                                        |
| 2013 | Anwar Ka Ajab Kissa             | Anwar                             | [ 10 ]                                                                            |
| 2014 | Kick                            | Shiv Gajra                        |                                                                                   |
| 2015 | Lateef                          | Lateef                            |                                                                                   |
| 2015 | Badlapur                        | Liak                              |                                                                                   |
| 2015 | Bajrangi Bhaijaan               | Chand Nawab                       |                                                                                   |
| 2015 | Manjhi – The Mountain Man       | Dashrath Manjhi                   |                                                                                   |
| 2016 | Raman Raghav 2.0                | Ramanna                           | Asia Pacific Screen Award de Melhor Performance de um Ator                        |
| 2016 | Te3n                            | Padre Martin Das                  |                                                                                   |
| 2016 | Lion                            | Rama                              |                                                                                   |
| 2016 | Freaky Ali                      | Ali                               |                                                                                   |
| 2017 | Haraamkhor                      | Shyam                             |                                                                                   |
| 2017 | Raees                           | Policial Jaideep Ambalal Majmudar |                                                                                   |
| 2017 | In Defence of Freedom           | Saadat Hasan Manto                | Curta-metragem                                                                    |
| 2017 | Mom                             | Daya Shankar "DK" Kapoor          |                                                                                   |
| 2017 | Munna Michael                   | Mahinder Fauji                    |                                                                                   |
| 2017 | Babumoshai Bandookbaaz          | Babu Bihari                       |                                                                                   |
| 2017 | Carbon: The Story of Tomorrow   | Homem de marte                    | Curta-metragem                                                                    |
| 2018 | Mukkabaaz                       | Ele mesmo                         | Participação como convidado na música "Mushkil Hai Apna Meil Priye"               |
| 2018 | Genius                          | Samar Khan                        |                                                                                   |
| 2018 | Manto                           | Saadat Hasan Manto                | Asia Pacific Screen Award de Melhor Performance de um Ator Prêmio GQ Homem do Ano |
| 2019 | Petta                           | Singaar Singh / Singaram          |                                                                                   |
| 2019 | Thackeray                       | Bal Thackeray                     | [ 11 ] [ 12 ]                                                                     |
| 2019 | Photograph                      | Rafiullah / 'Rafi'                |                                                                                   |
| 2019 | Housefull 4                     | Ramsey Baba                       |                                                                                   |
| 2019 | Roam Rome Mein                  | Raj                               |                                                                                   |
| 2019 | Motichoor Chaknachoor           | Pushpender Tyagi                  |                                                                                   |
| 2020 | Ghoomketu                       | Ghoomketu                         | Lançado no ZEE5                                                                   |
| 2020 | Raat Akeli Hai                  | Jatil Yadav                       | Lançado na Netflix Prêmio Filmfare OTT de Melhor Ator                             |
| 2020 | Serious Men                     | Ayyan Mani                        | Lançado na Netflix Prêmio Filmfare OTT de Melhor Ator                             |
| 2021 | No Land's Man                   | Naveen/ Sameer                    |                                                                                   |
| 2022 | Heropanti 2                     | Laila Saran                       | [ 20 ]                                                                            |
| 2023 | Afwaah                          | Rahab Ahmed                       | [ 21 ]                                                                            |
| 2023 | Jogira Sara Ra Ra               | Jogi Pratap                       |                                                                                   |
| 2023 | Tiku Weds Sheru                 | Shiraz "Sheru" Khan Afghani       | Lançado no Amazon Prime Video                                                     |

## Prêmios e indicações
| Ano  | Prêmio                  | Categoria                                | Trabalho    | Resultado | Ref    |
| ---- | ----------------------- | ---------------------------------------- | ----------- | --------- | ------ |
| 2021 | Emmy Internacional 2021 | Prêmio Emmy Internacional de melhor ator | Serious Men | Indicado  | [ 23 ] |